# Stora Essingen
Stora Essingen es una isla y un distrito en la ciudad de Kungsholmen, en Estocolmo, en el país europeo de Suecia. La autopista Essingeleden, parte de la ruta europea E4, pasa a lo largo de una sección de la costa oriental de la isla. El tren ligero Tvärbanan pasa cerca de la costa oriental y tiene una parada en la isla.
Puentes de Stora Essingen:
- Desde Lilla Essingen

Essingebron
- Desde tierra firme, al sureste:

Gröndalsbron.
- Desde tierra firme, al noroeste:

Alviksbron.